# Клеострат Тенедосский
Клеострат (Κλεοστράτης, ок. 520 до н. э., Тенедос — ок. 430 до н. э.) — древнегреческий астроном.
Возможно, именно Клеострат перенёс из вавилонской астрономии в греческую знаки Зодиака. Клеострат построил солнечно-лунный календарь с восьмилетним циклом (октаэтэрис), исправленный впоследствии Метоном.

## Память
В 1935 году Международный астрономический союз присвоил имя Клеострата кратеру на видимой стороне Луны.